# زهرا نبی‌زاده
زهرا نبی‌زادهٔ فرد شیرازی، معروف به زهرا نبی‌زاده (زادهٔ ۴ دی ۱۳۶۲ در شیراز) ورزشکار دو و میدانی اهل ایران در رشته‌های هفت‌گانه، پنج‌گانه (داخل سالن)، و پرش ارتفاع است. او در مسابقات قهرمانی دو و میدانی داخل سالن آسیا ۲۰۱۰ تهران به مدال طلای رشتهٔ پنج‌گانه رسید و در بازی‌های غرب آسیا ۲۰۰۵ دوحه دو مدال طلا در دو ۴ در ۱۰۰ متر امدادی (همراه با پدیده بلوری‌زاده، ملانی آرتون، و نفیسه متاعی) و پرش ارتفاع کسب کرد. او در مسابقات بازی‌های کشورهای اسلامی تهران با رکورد ۱٫۷۴ به مدال نقرهٔ پرش ارتفاع رسید.
رکورد پرش ارتفاع نبی‌زاده ۱٫۷۶ متر (تهران، ۱۳۸۶) است که رکورد سابق ایران بود. او رکورددار پرش ارتفاع داخل سالن ایران با ۱٫۸۰ متر است.

زهرا نبی‌زاده با هادی سپهرزاد، رکورددار رشته‌های دهگانه و هفت‌گانه (داخل سالن) ایران، ازدواج کرده است.
نبی‌زاده ۱۰ سال رکورددار پرش ارتفاع ایران بوده است.
او هم‌اکنون مربی تیم ملی نوجوانان و جوانان دختر در مواد پرشی است.
نبی‌زاده همچنین در مجمع عمومی فدراسیون دو و میدانی ایران به‌عنوان اعضای کمیتهٔ پرش‌ها در کنار محمد ارزنده انتخاب شده است.